# Верховинська господарська акція
«Верхови́нська господа́рська а́кція» — назва проваджуваної Австро-Угорщиною у Закарпатській Україні наприкінці 19 — початку 20 ст. програми соціально-економічної політики. Програма мала на меті піднесення економіки цього відсталого на той час краю шляхом інтенсифікації землеробства, тваринництва, розвитку кооперацій, споживчих і кредитних спілок, банків, ремісничо-кустарних промислів.
Запровадженням «Верховинської господарської акції» займалася Експозитура для гірських районів (орган влади, що здійснював завдання «акції»), що була створена 1897 в місті Мукачеве на чолі з угорським політиком і економістом Е. Еганом (1841–1901), звідси й ін. назва — «Акція Егана».
Економічна допомога Експозитури закарпатським селянам полягала в посередництві при орендуванні (землю орендували 4303 заможних господарства) та купівлі поміщицьких земель з метою обмеження дій лихварів. Держава виділила кошти на поліпшення полонинського господарювання, зокрема на утримання Нижньоверечанської господарської дослідної станції, розвиток садівництва, виноградарства, тваринництва, птахівництва і бджільництва та деяких технічних культур (льону, конопель), організацію т. зв. взірцевих господарств у селах Арданово і Хмільник (нині обидва села Іршавського району), Дийда (нині село Берегівського району), Бадалово, Пийтерфолво (нині села Виноградівського району, усі Закарпатської області) та ін., та різних господарських гуртків на селі, що створювалися для пропаганди сільськогосподарських знань й інтенсивного ведення господарства.
Гуртківцями були, як правило, заможні селяни та місцеві багатії, яким казна за пільговими цінами продавала сільськогосподарські машини, реманент, посівний матеріал, племінну худобу, їм читали лекції з агротехніки, організовували екскурсії на виставки та в передові господарства Австро-Угорщини. Для поліпшення продуктивності тваринництва міністерство землеробства Австро-Угорщини завезло в Закарпаття із Тіролю та Баварії велику рогату худобу (з 1897 року до 1906 року — понад 1500 голів племінного молодняку), що була продана переважно заможним і середнім господарствам у 151 село Березького і Марамороського комітатів, а також завозила з державних маєтків плідників (жеребців) і розміщувала їх у селянських господарствах.
«Верховинська господарська акція» сприяла розвитку ремісничо-кустарних промислів на Закарпатті: проводилася робота з відновлення забутих народних традиційних ремесел і створення нових, на селах діяли дрібні кооперативи-артілі та великі майстерні з виготовлення кошиків, меблів, полотна, килимів, художньої вишивки тощо. У 1909 році, наприклад, в Закарпатті діяло 26 лозоплетільних і 15 деревообробних майстерень, 6 — з виготовлення очеретяних виробів, 10 — килимового виробництва, в яких працювало понад 3700 осіб. Щоб послабити проблему безробіття, зменшити закордонну трудову еміграцію закарпатських селян і зберегти дешеву робочу силу в країні (на початок 20 ст. понад 90 тис. селянських сімей Закарпаття існували, головним чином, за рахунок роботи за найомом), Експозитура щороку вербувала і відправляла великі групи заробітчан-контрактників (від 2 до понад 10 тис. осіб щороку) у державні та поміщицькі господарства Австро-Угорщини. 1907 року було видано новий закон про врегулювання взаємин між поміщиками та сільськогосподарськими робітниками, досить жорсткий для останніх.
Одним з важливих напрямів діяльності Експозитури було сприяння розвитку кооперативного руху на селі та банківських установ у містах: 1909 року на Закарпатті діяли 58 банків і ощадкас, кількість кредитних спілок за 1900–1913 роки збільшилася від 31 до 206, а їх членів — від близько 8 тис. до 51 тис., тобто в 6,5 разу. Загальна сума неповернутих державі коштів із усіх виділених нею ресурсів на фінансування акції на поч. 20 ст. не перевищувала 50–60 тис. крон, тобто складала невелику частку — 1/40 сплачуваних селянами Закарпаття податків.
У цілому «Верховинська господарська акція» сприяла певному піднесенню економіки гірських районів Закарпаття, капіталістичному поступу селянського господарства, яке ставало чим далі товарнішим і де відбувся певний прогрес у системах землеробства: вони еволюціонували від дво- і трипілля до багатопілля, загалом розширилися посівні площі, зросли валові збори зернових тощо. Однак ця акція не поліпшила становища основної маси закарпатських селян. Утім, і сама вона, і ім'я її керівника Е. Егана (вбитого на Закарпатті, ймовірно, лихварями, незадоволеними його діями) залишилися у добрій пам'яті закарпатців.

## Джерело
- Віднянський С. В.. «Верховинська господарська акція» // Енциклопедія історії України : у 10 т. / редкол.: В. А. Смолій (голова) та ін. ; Інститут історії України НАН України. — Київ : Наукова думка, 2003. — Т. 1 : А — В. — 688 с. : іл.